# Fames
Fames – w mitologii rzymskiej personifikacja głodu, córka Nocy.
Przedstawiana jako wychudzona kobieta o bladej twarzy i zjeżonych włosach, ze związanymi na plecach rękami. Wergiliusz (Eneida VI, 275) opisuje ją jako towarzyszącą Biedzie przy bramie do Podziemi (Orkusu). Natomiast Owidiusz umieszcza Fames w jałowej Scytii, gdzie karmi się skąpą roślinnością (Metamorfozy VIII, 799nn.).
Przyjęte przez Rzymian miano jest tłumaczeniem greckiego Limos, wspomnianego przez Hezjoda w odniesieniu do córek bogini Niezgody (Theogonia 227). 